# Rehabilitacja w Praktyce
Rehabilitacja w Praktyce – kwartalnik o charakterze poradnikowym, przeznaczony dla praktyków fizjoterapii (fizjoterapeutów i lekarzy specjalistów rehabilitacji). Propaguje nowoczesne techniki stosowane w rehabilitacji, fizjoterapii, odnowie biologicznej, popularyzuje nowatorskie rozwiązania w procesach terapeutycznych i diagnostycznych, a także rozpowszechnia rozwiązania umożliwiające osobom niepełnosprawnym czynne życie społeczne.
„Rehabilitacja w Praktyce” jest wydawana od 2006 roku przez Elamed Media Group, specjalizuje się w prasie branżowej. Jest indeksowana w bazach Ministerstwa Edukacji i Nauki (5 pkt) oraz Index Copernicus (58,15 pkt).
Czasopismo ukazuje się pod oficjalnym patronatem Polskiego Towarzystwa Fizjoterapii i Polskiego Towarzystwa Limfologicznego.
Wśród członków Rady Naukowej „Rehabilitacji w Praktyce” są prof. Tadeusz S. Gaździk, prof. Andrzej Kwolek, prof. Józef Opara, prof. Aleksander Sieroń, prof. Zbigniew Śliwiński, doc. Jacek Durmała, doc. Marek Kucharzewski, doc. Jerzy Widuchowski, dr Krzysztof Gieremek, dr Marek Kiljański, dr Marek Krasuski.